# Euphémie Didiez
Euphémie Thérèse Louise Didiez épouse David, née à Paris le 1er juin 1823 et morte à Pantin le 11 février 1883, est une artiste française, peintre de genre de portraits, de fleurs et de paysages.

## Biographie
Euphémie Thérèse Louise Didiez naît à Paris le 1er juin 1823. Elle est la fille de Narcisse Joseph Didiez, professeur de mathématiques, et de Marie Joséphine Conrath.
Le 11 septembre 1852 elle épouse à Paris l'ingénieur François Victorien David (1819-1894). 
Élève de Jacques-Luc Barbier-Walbonne, puis de Theude Grönland, elle exposa aux Salons de 1848 à 1852 sous le nom de Didiez puis sous celui de David à partir de 1852.
Elle meurt à Pantin le 11 février 1883.

## Œuvres exposées aux salons
Sous le nom de Didiez:
- 1848
  - Corbeille de fruits et de fleurs.
  - Vase de fleurs.
  - Camélia; aquarelle.
- 1849
  - Tableau de fleurs.
  -  Tombeau.
  - Capucines et volubilis.
  - Bouquet composé, aquarelle;
  - Camélias, aquarelle.
  - Asalias, aquarelle.

## Œuvres passées en ventes publiques
- Roses des champs, huile sur bois, 19,5 par 16, 1879, Christie's, Amsterdam, 26 avril 2006, no 74, vendu 10 800 Euros.
- Jeune femme nourrissant un oiseau, huile sur bois, 24,1 par 12,7, Jackson, 19 juin 2004, no 248, vendu 518 $ (invendu dans la même salle des ventes le 13 mars 2004, no 78).
- Le Pot de fleurs cassé, huile sur bois, 41 par 32 cm, Sotheby's, Amsterdam, 23 avril 1991, no 305, vendu 5 750 Florins (invendu dans la même salle des ventes le 6 novembre 1990, no 148).
- Nature morte à la grenade, huile sur bois, 27, 5 par 35,Sotheby's Monaco, 16 juin 1990, no 648, vendu 17 760 francs, (invendu chez Cornette de Saint-Cyr, Paris, le 9 décembre 1998, no 11, et aussi chez Anaf, Lyon, le 17 octobre 1993, no 284).

## Travaux d'illustrations
- Némophile- Gaillarde tricolore, dans un Album de fleurs publié par Tollard en 1854.
- Capucines de canaries- Arcotis à hampe courte, Anémones simples et Whitlaire à grandes fleurs-Giroflée de Mahon dans une publication intitulée Flore des plantes de pleine terre, imprimé par Villain en 1854.

Source site The Image of France 1793-1880 

## Portrait
- Un portrait du Général Charles Levaillant est signé E. T. David. Euphémie Thérèse Didiez, épouse David, est la seule artiste connue qui corresponde à ces initiales.